# کاستلو تزینو
کاستلو تزینو (به ایتالیایی: Castello Tesino) یک کومونه در ایتالیا است که در ترنتینو واقع شده‌است.

## خصوصیات
کاستلو تزینو ۱۱۲٫۷ کیلومترمربع مساحت و ۱٬۴۴۳ نفر جمعیت دارد و ۹۰۵ متر بالاتر از سطح دریا واقع شده‌است.